# Moissac (Cantal)
Pour les articles homonymes, voir Moissac (homonymie).
Moissac est un village français situé dans le département du Cantal. À l'origine, l'ancienne commune de Neussargues-Moissac portait le nom de ce village. La localité fait maintenant partie de la nouvelle commune de Neussargues en Pinatelle.

## Histoire
Sous l'Ancien Régime, la paroisse se nommait Moissac parce qu'elle fut créée comme prieuré sur une terre donnée en 804 par l'abbaye de Moissac (Tarn-et-Garonne), dont Durand de Bredon était abbé en 1047, alors qu'Odilon de Mercœur était abbé de Cluny.
En 1872, le chef-lieu de la commune est déplacé au hameau de Neussargues, qui s'est développé au XIXe siècle avec la route nationale 122 et le chemin de fer, et celle-ci en prend le nom. Puis en 1900, celui de Neussargues-Moissac.

## Monuments
- Église Saint-Hilaire de Moissac du XIIe siècle dont l'intérieur est inscrit au titre des Monuments historiques depuis 1926[2].
- Sarcophages mérovingiens à l'entrée sud du village.
- Maison natale de Pierre Fontanier (1765-1844), grammairien français.

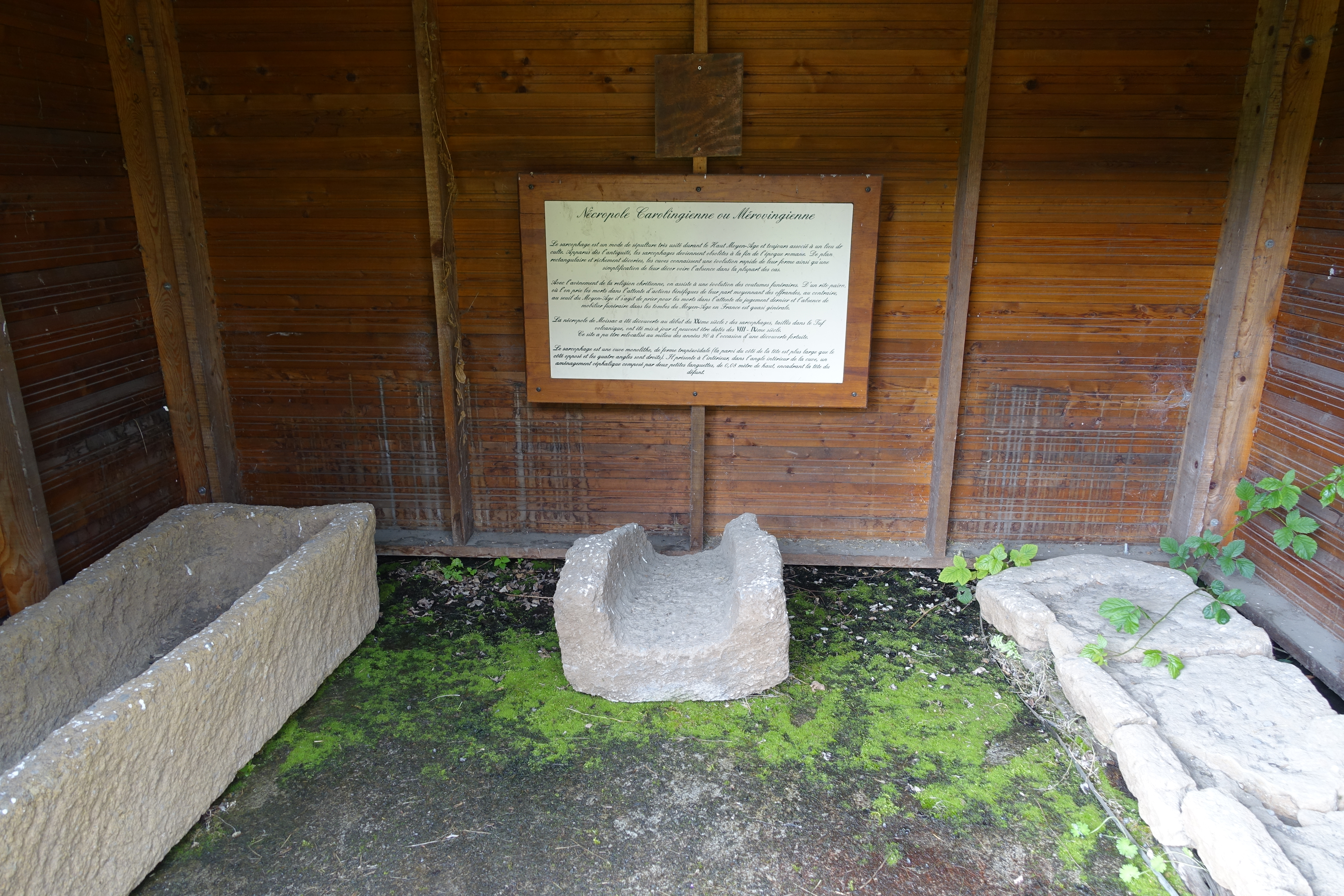
Sarcophages mérovingiens.
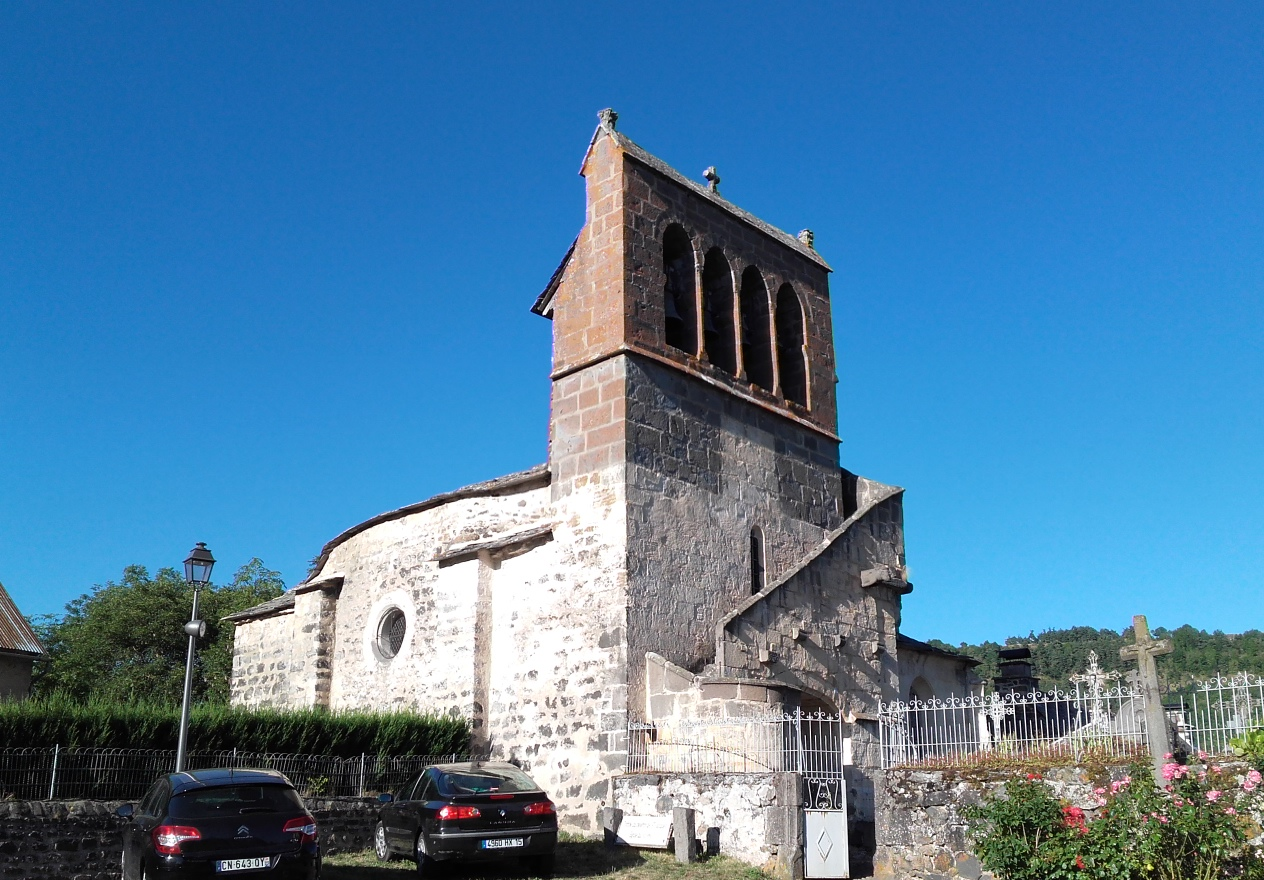
Église Saint-Hilaire de Moissac.
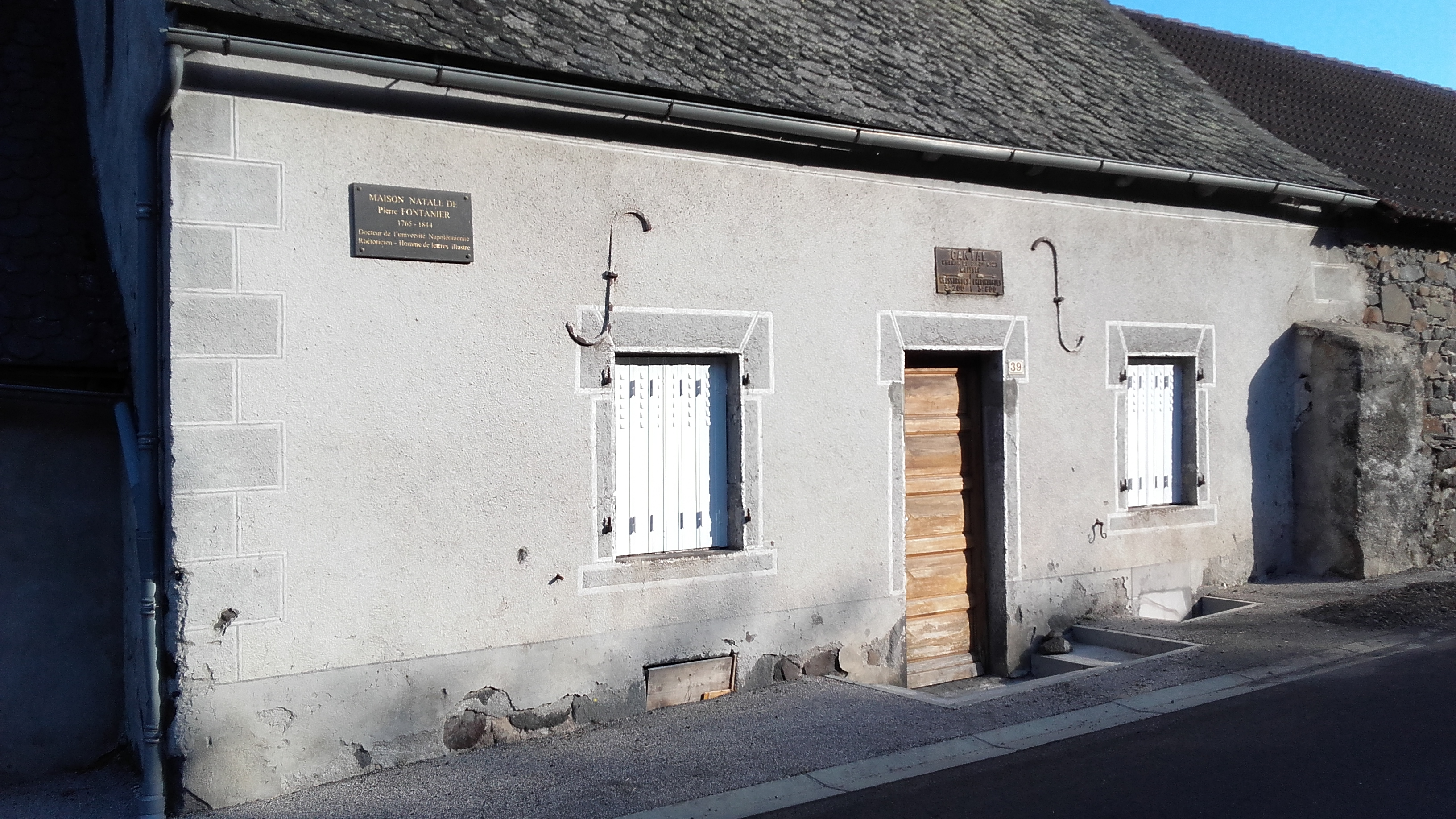
Maison natale de Pierre Fontanier.